# Robert-Jon McCarthy
Robert-Jon McCarthy (Irlanda, 30 de març del 1994) és un ciclista irlandès que també ha tingut nacionalitat australiana. Professional des del 2014, i actualment a l'equip JLT Condor. Nascut a Irlanda, es va moure a Austràlia als 14 anys. A partir del 2017, torna a competir sota la bandera del seu país natal.

## Palmarès
- 2012
  -  Campió d'Austràlia júnior en ruta
  - Vencedor d'una etapa al Keizer der Juniores
- 2013
  - Vencedor d'una etapa al Tour of the Great South Coast
- 2014
  - Vencedor d'una etapa al Herald Sun Tour
  - Vencedor d'una etapa a l'An Post Rás
- 2018
  - Vencedor d'una etapa a la Rás Tailteann